# Leonela Moncayo
Leonela Moncayo (Sucumbíos, c. 2010) es una activista ambiental ecuatoriana que en el ámbito de la explotación petrolera en la Amazonia.

## Biografía
Leonela creció en las afueras de Lago Agrio, en la provincia ecuatoriana de Sucumbíos, una región  afectada por la explotación de la industria petrolera. Es hija de Donald Moncayo y Silvia Zambrano, reconocidos defensores de los derechos humanos y miembros de la Unión de Afectados por Texaco (UDAPT), organización que ha denunciado los daños ambientales y sociales provocados por la petrolera en la Amazonía ecuatoriana. Las acciones de sus padres inspira su activismo.

## Activismo y logros judiciales
A los 10 años, Leonela, junto a otras ocho niñas de las provincias de Sucumbíos y Orellana, emprendió una acción legal contra el estado ecuatoriano para exigir el cese de la quema rutinaria de gas natural, conocida como «mecheros», práctica común en la extracción de petróleo. Esta actividad libera metano, un gas de efecto invernadero altamente contaminante, y ha sido vinculada a problemas de salud en las comunidades cercanas.
El 29 de julio de 2021, la Corte Provincial de Justicia de Sucumbíos falló a favor de las demandantes, ordenando al estado eliminar gradualmente los «mecheros», especialmente aquellos cercanos a zonas habitadas, y reparar los daños a las comunidades afectadas.

### Intimidaciones
El 26 de febrero de 2024, cinco días después de que Leonela y otras activistas fueran señaladas, un artefacto explosivo improvisado estalló frente a su casa, acto que fue interpretado como una represalia por su activismo. 
Las autoridades ofrecieron protección a las niñas activistas y sus familias a cambio de que cesaran su labor, algo que llamó la atención a diferentes organizaciones de derechos humanos.

## Reconocimiento internacional
Leonela ha sido reconocida internacionalmente por su compromiso en la defensa del medio ambiente y como ejemplo de protagonismo de mujeres en la  agenda climática y ambiental. Su historia ha sido destacada por medios como el periódico británico The Guardian y organizaciones como Amnistía Internacional, que han exigido al estado ecuatoriano a garantizar su seguridad y la de las demás activistas sin condiciones.